# هان شوئه (شناگر)
هان شوئه (انگلیسی: Han Xue؛ زادهٔ ۱ ژانویهٔ ۱۹۸۱) شناگر اهل چین بود.